# Autobus Atac SPA 30 e 34
Gli SPA 30 E 34-C della rete di Roma sono stati un gruppo non esattamente quantificato di veicoli autobus adibiti al servizio urbano della città.

## Storia
Il 20 settembre 1927 l'ATAG assume il servizio autobus esercitato dalla Ugolini e provvede subito ad un ampliamento del parco commissionando alla Lancia un notevole quantitativo di veicoli su telaio Omicron. Poiché la fornitura non può cominciare prima del febbraio 1928 su interessamento della stessa azienda noleggia dalla SITA nove autobus di costruzione SPA, sei del tipo "30" poi restituiti e due del tipo "34" in seguito acquistati. Tra il 1928 e il 1930 decide poi di acquistarne un quantitativo imprecisato suddiviso in varie serie, ognuna con diverse disposizioni degli accessi.

## Tecnica
Di queste vetture si sa pochissimo. Il motore è lo SPA-12 da 65 CV, alimentato a benzina. Sono i primi veicoli romani dotati di porte agli accessi anteriori, al momento comandate con un sistema di leve a mezzo di un comando meccanico a disposizione dell'autista a lato del posto guida. In parte delle vetture gli accessi anteriori sono privi di chiusura, e lo rimangono fino all'introduzione del comando ad aria. I vari gruppi sono tutti diversi tra loro per forme della carrozzeria e disposizione degli accessi.

## Vicende
La storia dei veicoli SPA romani è tutt'altro che chiara. Circa i due SPA 34 noleggiati dalla SITA nel 1927 e poi acquisiti la notizia del noleggio compare esplicitamente in alcuni documenti dell'azienda, mentre in un ordine di servizio è indicata la radiazione della vettura SPA 34 numerata 353. Se questo 353 è uno dei due 34 noleggiati l'altro dovrebbe a rigor di logica essere stato numerato 351, ma di questo non esiste traccia nei documenti disponibili. Nel 1928 sarebbero stati acquistati due gruppi di SPA34; i 34-L classificati lunghi, in numero di venti e i diciotto SPA 34-C, detti corti, questi ultimi dotati di posto di guida in posizione avanzata, con il cofano del motore penetrante in parte nella cabina del conducente. Il gruppo successivo del 1930, costituito anch'esso da SPA lunghi, comprende tre serie: le prime due appaiono concepite per gli esperimenti relativi all'adozione dell'agente unico (vendita dei biglietti da parte del conducente), e precisamente:
- quindici vetture con accesso unico anteriore di notevole larghezza dotato di porte a quattro antine;
- quindici vetture con accesso anteriore e centrale di ampiezza normale, con porte a due antine;
- dieci vetture dotate di accessi anteriore e posteriore entrambi chiusi.

## Numerazione
Secondo i criteri introdotti nel 1927 i veicoli SPA sono numerati nelle centinaia dispari. Le sei vetture del tipo 30 noleggiate sono comprese nel centinaio 3 ed immatricolate B.301-B.335. I due 34, come detto, dovrebbero ricevere i numeri B.351-B.353. Il gruppo del 1928 viene compreso nel centinaio 5, coi numeri B.501-B.537. I gruppi del 1930 vengono immatricolati nel centinaio 7: B.701-B.729 dotati del solo accesso anteriore di notevole larghezza, B.751-B.779 con accessi anteriore e centrale, B.781-B.799 con normali accessi anteriore e posteriore.

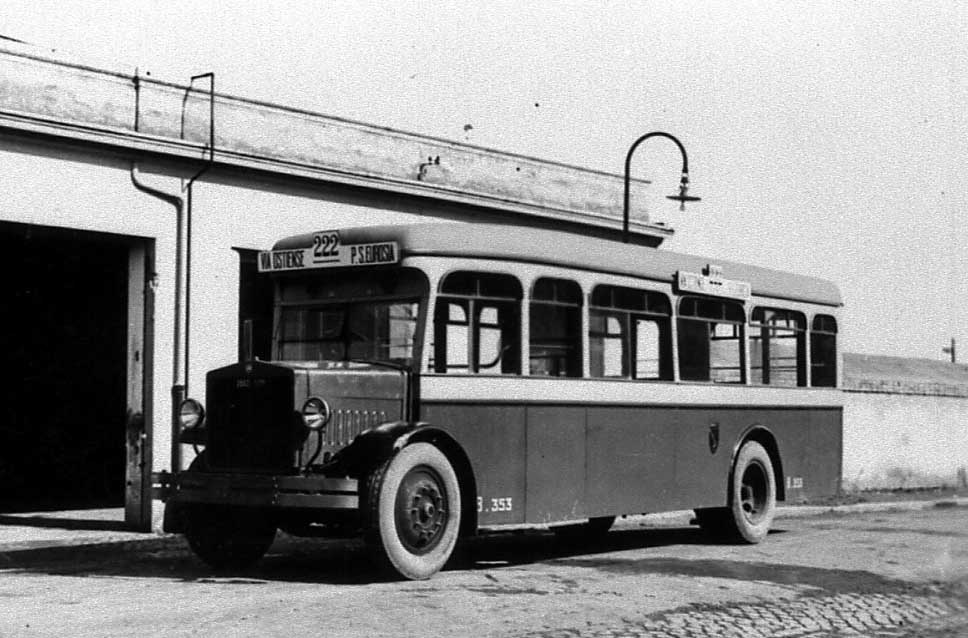
Vettura 353 noleggiata dalla SITA e poi acquistata.
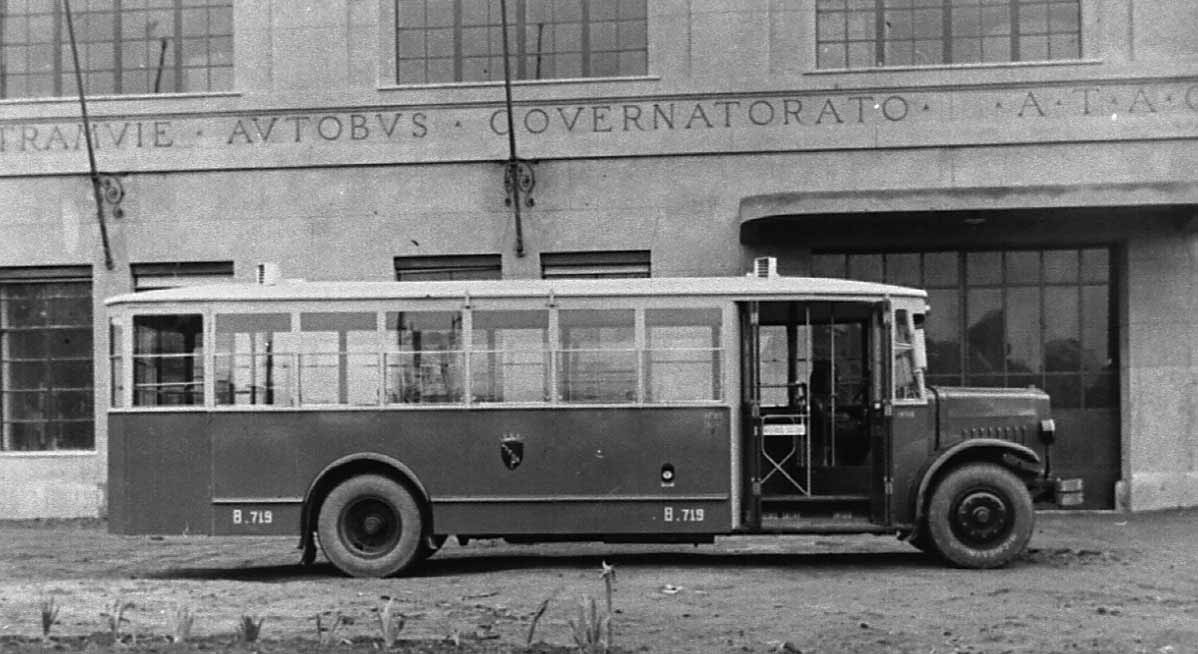
Gruppo 701-729 (solo accesso anteriore di grandi dimensioni)
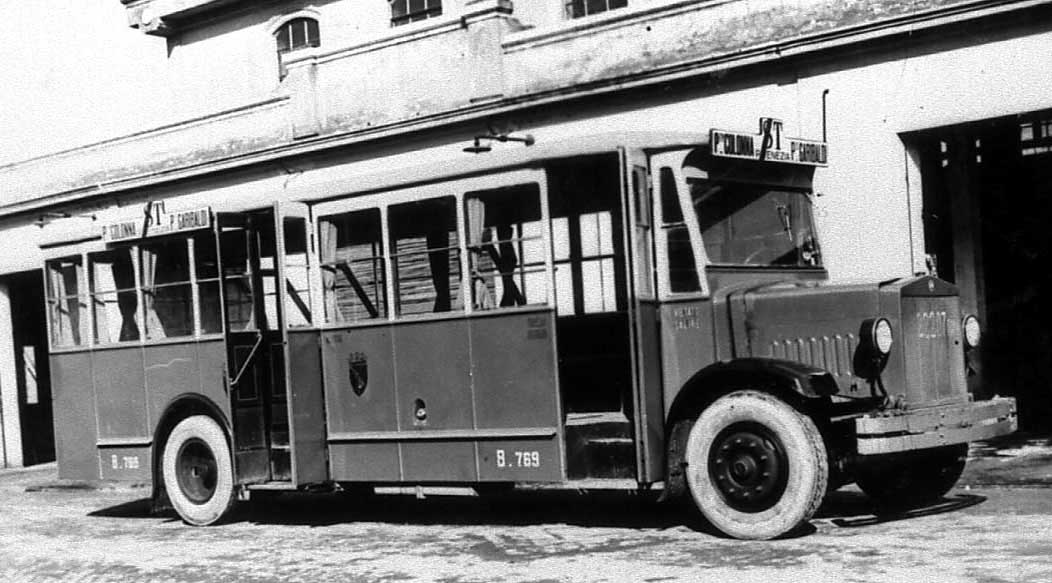
Gruppo 751-759 (accessi anteriore e centrale)

| num. eserc. | q.tà | anno | telaio   | assi | carrozz. | motore | alim.* | pot. CV | lungh. mm | tara t. |
| 301-335     | 18   | 1928 | SPA 34-L |      |          | SPA 12 |        | 65      |           |         |
| 353         | 1    | 1928 | SPA 34-L |      |          | SPA 12 |        | 65      |           |         |
| 501-537     | 19   | 1928 | SPA 34-C |      |          | SPA 12 |        | 65      |           |         |
| 701-729     | 15   | 1930 | SPA 34-L |      |          | SPA 12 |        | 65      |           |         |
| 751-779     | 15   | 1930 | SPA 34-L |      |          | SPA 12 |        | 65      |           |         |
| 781-799     | 10   | 1930 | SPA 34-L |      |          | SPA 12 |        | 65      |           |         |